# Candyman - Il giorno della morte
Candyman - Il giorno della morte (Candyman: Day of the Dead) è un film del 1999 scritto e diretto da Turi Meyer. È il seguito di Candyman - Terrore dietro lo specchio e di Candyman 2 - L'inferno nello specchio.

## Trama
New Orleans, 2020. Il fantasma di Daniel Robitaille, alias Candyman, torna nuovamente dall'oltretomba per ricongiungersi con la lontana nipote Caroline McKeever, una bella pittrice con alle spalle un oscuro passato sulla morte dei suoi genitori. Comincerà così una nuova catena di efferati omicidi che vedranno ingiustamente accusata la povera Caroline.